# Madhurenahalli, Chik Ballapur
Madhurenahalli là một làng thuộc tehsil Chik Ballapur, huyện Kolar, bang Karnataka, Ấn Độ.